# Dingjun Shan
Dingjun Shan är ett berg i Kina. Det ligger i provinsen Shaanxi, i den nordvästra delen av landet, omkring 240 kilometer sydväst om provinshuvudstaden Xi'an. Toppen på Dingjun Shan är 833 meter över havet, eller 203 meter över den omgivande terrängen. Bredden vid basen är 2,3 km.
Runt Dingjun Shan är det ganska tätbefolkat, med 166 invånare per kvadratkilometer. Närmaste större samhälle är Dingjunshan, 3,0 km norr om Dingjun Shan. I omgivningarna runt Dingjun Shan växer i huvudsak blandskog.
Genomsnittlig årsnederbörd är 1 000 millimeter. Den regnigaste månaden är juli, med i genomsnitt 211 mm nederbörd, och den torraste är december, med 2 mm nederbörd.